# Marija Jovanović
Marija Jovanović (Podgorica, 26 dicembre 1985) è un'ex pallamanista montenegrina.
Con la maglia della nazionale montenegrina ha vinto l'argento olimpico ai Giochi di Londra 2012.

## Palmarès

### Club
- Coppa delle Coppe EHF: 2

Budućnost Podgorica: 2005-2006, 2009-2010
- Campionato di Serbia e Montenegro: 1

Budućnost Podgorica: 2005-2006
- Campionato montenegrino: 5

Budućnost Podgorica: 2006-2007, 2007-2008, 2008-2009, 2009-2010, 2010-2011
- Coppa di Montenegro: 6

Budućnost Podgorica: 2005-2006, 2006-2007, 2007-2008, 2008-2009, 2009-2010, 2010-2011
- Campionato rumeno: 5

Râmnicu Vâlcea: 2011-2012, 2012-2013
- Coppa di Romania: 1

Râmnicu Vâlcea: 2011-2012
- Coppa d'Ungheria: 1

Ferencvárosi TC: 2016-2017

### Nazionale
- Argento olimpico: 1

Londra 2012
- Campionato mondiale

 Oro: Serbia 2012
- Giochi del Mediterraneo

 Bronzo: Pescara 2009